# 克拉韦萨纳
克拉韦萨纳（義大利語：Clavesana），是意大利库内奥省的一个市镇。总面积17.5平方公里，人口887人，人口密度50.7人/平方公里（2009年）。ISTAT代码为004071。

## 友好城市
- 義大利罗尼奥